# Менгалвио
Менгалвио Педро Фигейро (порт. Mengálvio Pedro Figueiró; 17 декабря 1939, Лагуна) — бразильский футболист, полузащитник. Чемпион мира 1962 года. Лучшие годы карьеры провёл за «Сантос», в составе которого стал 6-кратным чемпионом Сан-Паулу, 5-кратным обладателем Трофея Бразил и 3-кратным чемпионом турнира Рио-Сан-Паулу. За сборную Бразилии Мангалвио провёл 15 матчей, забил 1 мяч.

## Награды
- Чемпион штата Сан-Паулу: 1960, 1961, 1962, 1964, 1965, 1967
- Чемпион Панамериканских игр: 1960
- Обладатель Чаши Бразилии: 1961, 1962, 1963, 1964, 1965
- Обладатель Кубка Либертадорес: 1962, 1963
- Обладатель Межконтинентального Кубка: 1962, 1963
- Чемпион мира: 1962
- Чемпион турнира Рио-Сан-Паулу: 1963, 1964, 1966
- Обладатель Кубка Рока: 1963
- Обладатель Кубка Роберто Гомеса Педросы: 1968